# 마부치촌
마부치촌(馬淵村)은 시가현 가모군에 설치되었던 촌이다.

## 역사
- 1889년 4월 1일 - 정촌제 시행에 의해 8촌의 구역을 가지고 성립하였다.
- 1954년 3월 31일 - 하치만정, 오카야마촌, 가나다촌, 기리하라촌과 합병해 오미하치만시가 성립하여, 동일 마부치촌은 폐지되었다.

## 교통
- 오미 철도
  - 요카이치선

역 이름은 인접한 무사촌에서 따온 것이다.

### 도로
- 국도 제8호선

## 참고문헌
- 角川日本地名大辞典 25 滋賀県